# Idioma cingalés
El idioma cingalés, singalés o sinhala es la lengua indoeuropea hablada por los cingaleses, el grupo étnico mayoritario de Sri Lanka, de unos 18 millones de personas. 
Este idioma procede del hablado por los guerreros que llegaron a la isla en el siglo VI a. C., quienes lograron imponer su cultura, lengua y dominio político a la mayoría de la población nativa.

## Escritura
El cingalés se escribe usando un silabario de 56 letras derivado del grantha, una versión meridional de la escritura brahmí. Al igual que ocurre en la mayoría de los derivados del brahmi, las consonantes implican automáticamente que llevan la vocal inherente, salvo que su ausencia vaya marcada por un diacrítico denominado (h)al kirīma. Los símbolos vocálicos independientes a, i, u, etc. se usan solamente como iniciales de palabra. Las vocales que siguen a las consonantes se indican por modificaciones arriba, debajo o al lado de las mismas.

## Características
El cingalés pertenece a la subfamilia indoaria, que tiene una serie de características singulares que prácticamente no se dan en ninguna otra lengua de esta subfamilia:
- El género gramatical distingue entre lo animado y lo inanimado. La terminación característica del animado es: -ā (con alomorfos en -vā/-yā) añadida a la raíz. Los sustantivos inanimados terminan en -ya, -va, -a. Esta característica se encuentra también en las lenguas dravídicas y el cingalés podría haberla adquirido por influencia de estas o por influencia del idioma vedda.
- El verbo tienen dos marcas de concordancia diferentes, lo cual es inusual en las lenguas indoarias (aunque lenguas como el cachemiro también tienen esa característica).

El orden de las palabras en una frase es sujeto, objeto y verbo.
Los números del 1 al 10 son: eka, deka, tuna, hatara, paha, haya, hata, aṭa, namaya, dahaya; 11 ekolaha, 12 dolaha, 13 dahatuna, 14 dahahatara, 20 vissa, 30 tiha, 40 hataliha, 100 sīyaya. 
El idioma se ha enriquecido con préstamos del portugués, neerlandés e inglés. El maldivo o divehi es una lengua derivada del cingalés.

## Escritura
El cingalés se escribe usando un silabario de 56 letras derivado del grantha, una versión meridional de la escritura brahmí. Al igual que ocurre en la mayoría de los derivados del brahmi, las consonantes implican automáticamente que llevan la vocal inherente, salvo que su ausencia vaya marcada por un diacrítico denominado (h)al kirīma. Los símbolos vocálicos independientes a, i, u, etc. se usan solamente como iniciales de palabra. Las vocales que siguen a las consonantes se indican por modificaciones arriba, debajo o al lado de las mismas.

## Características
El cingalés pertenece a la subfamilia indoaria, que tiene una serie de características singulares que prácticamente no se dan en ninguna otra lengua de esta subfamilia:
- El género gramatical distingue entre lo animado y lo inanimado. La terminación característica del animado es: -ā (con alomorfos en -vā/-yā) añadida a la raíz. Los sustantivos inanimados terminan en -ya, -va, -a. Esta característica se encuentra también en las lenguas dravídicas y el cingalés podría haberla adquirido por influencia de estas o por influencia del idioma vedda.
- El verbo tienen dos marcas de concordancia diferentes, lo cual es inusual en las lenguas indoarias (aunque lenguas como el cachemiro también tienen esa característica).

El orden de las palabras en una frase es sujeto, objeto y verbo.
Los números del 1 al 10 son: eka, deka, tuna, hatara, paha, haya, hata, aṭa, namaya, dahaya; 11 ekolaha, 12 dolaha, 13 dahatuna, 14 dahahatara, 20 vissa, 30 tiha, 40 hataliha, 100 sīyaya. 
El idioma se ha enriquecido con préstamos del portugués, neerlandés e inglés. El maldivo o divehi es una lengua derivada del cingalés.